# Трухильо (Гондурас)
Трухильо (исп. Trujillo) — город в северной части Гондураса, на побережье Карибского моря у подножия гор Калентура и Капира. Административный центр департамента Колон. Девиз города: «Первая столица Гондураса» (исп. La primera capital de Honduras).

## История
Во время своей четвёртой, заключительной экспедиции к берегам Америки, Христофор Колумб высадился на берегу, где находится современный город Трухильо 14 августа 1502 году.  До этого исследовав острова Карибского моря, он впервые вступил на американский материк. Колумб назвал эту часть моря Заливом Глубин (исп. Golfo de Honduras), поскольку глубина моря здесь была очень большая. Впоследствии Гондурасский залив, как принято его называть, дал название вначале колонии, а затем государству Гондурас.
История современного города начинается в 1524 году, вскоре после завоевания Мексики Эрнаном Кортесом. Кортес поручил Кристобалю де Олиду найти подходящее место для испанского опорного пункта, с целью дальнейшего завоевания Гондураса. Однако, Кристобаль де Олид, сговорившись с кубинским губернатором Веласкесом, вышел из подчинения Кортеса, чтобы совместно, во имя короля, завоевать и управлять Гондурасом. Заговорщики договорились, что военное командование остается у Кристобаля де Олида, гражданское же управление перейдет к Диего Веласкесу. Прибыв к берегам Гондураса, де Олид основал вблизи современного Трухильо, город Триунфо де ла Крус, откуда начал наступление в глубь страны. Узнав о предательстве, Кортес направил в Гондурас прибывшего из Кастилии Франсиско де Лас Касаса с пятью кораблями. Лас Касас потерял большую часть своего флота в шторме, однако, ему удалось устроить против Олида заговор, и казнить его. После устранения Кристобаля де Олида, Лас Касас переместил город к нынешнему расположению, поскольку естественная гавань здесь была большей по размерам. Одновременно, Триунфо де ла Крус был переименован в Трухильо. Вскоре Кортес сам посетил город чтобы убедиться в успешности экспедиции Лас Касаса.
В последующие годы, Трухильо стал важным пунктом отгрузки золота и серебра, добытых в глубине страны. Эти сокровища также привлекали пиратов, и город стал часто подвергаться нападениям с их стороны.
Согласно испанским колониальным законам Трухильо стал столицей Гондураса, но из-за его уязвимости столица была перенесена в глубь страны, в город — Камаягуа. Приблизительно в 1550 году для защиты города, на входе в залив, была построена Крепость Форталеза де Санта-Барбара, но она не всегда была способна защитить Трухильо от пиратов — пик нападений которых пришелся на 1683 год. Город был неоднократно разрушен в период между 1633—1797 годами.
После обретения независимости Гондураса в 1821 году, Трухильо передал столичные функции городу Камаягуа.
В 1860 году политический авантюрист Уильям Уокер, захвативший власть в соседнем Никарагуа, был пойман и казнен в Трухильо. Его могила является местной достопримечательностью.
Американский писатель О. Генри, полгода скрываясь в Гондурасе от правоохранительных органов США, проживал в основном в Трухильо. Позже он написал много рассказов, которые имели место в вымышленном городе «Коралио», основанного на реальном городе Трухильо. Большинство этих историй появляется в его книге «Короли и капуста» (1904).